# Delectona madreporica
Delectona madreporica är en svampdjursart som beskrevs av Bavestrello, Calcinai, Cerrano, Sarà 1997. Delectona madreporica ingår i släktet Delectona och familjen Alectonidae.
Artens utbredningsområde är Italien. Inga underarter finns listade i Catalogue of Life.